# Henri Romagnesi
Henri Charles Louis Romagnesi ( 7 de febrero de 1912 - 18 de enero de 1999) fue un micólogo francés, que se caracterizó por una profunda revisión y monografía del género agárico Entoloma (o Rhodophyllus como se le conocía en el siglo XX), así como una amplia labor en el gran género Russula, de la cual describió varias nuevas especies.
Se desempeñó como profesor de letras clásicas en el Liceo Marcelin-Berthelot de Saint-Maur-des-Fossés.
Agregado de la Universidad, unido al grupo del Museo de Historia Natural de París

## Honores
Miembro de
- y secretario general y presidente de la Sociedad Micológica de Francia.

- la Sociedad micológica de France otorga anualmente el Prix Romagnesi

## Obra
- 1953, con Robert Kühner. Flore analytique des champignons supérieurs (agarics, bolets, chanterelles) comprenant les espèces de l'Europe occidentale et centrale ainsi que la plupart de celles de l'Algérie et du Maroc. Masson, París

- 1956. Nouvel atlas des champignons. Vol. 3. Ed. Bordas

- 1967. Les Russules d’Europe et d’Afrique du Nord. Bordas, París

- 1971. Henri Romagnesi (ed.) Exotic Mushrooms. Sterling Publ. Co. ISBN 978-0-8069-3916-2

- 1995. Atlas des champignons d'Europe. Ed. Société mycologique de France, por Bordas, París, 1995 ISBN 2-04-027156-01